# Promovedor
El promovedor era un funcionari reial que tenia com a funció controlar l'activitat dels oficials, sobretot d'aquells que impartien justícia en les diverses ciutats i viles.
Al segle xiv, en l'època de Pere III, hi havia quatre promovedors: dos n'eren cavallers i els altres juristes.